# Silver Air
Silver Air is een luchtvaartmaatschappij uit Djibouti met haar thuisbasis in de hoofdstad Djibouti. Zij voert chartervluchten uit vanuit Dubai in de Verenigde Arabische Emiraten.
Silver Air werd opgericht in 2004.

## Vloot
De vloot van Silver Air bestaat in september 2011 uit:
- 1 Boeing 737-200